# Makrochóri (ort i Grekland, Västra Makedonien)
Makrochóri (Makrochori) är en ort i Grekland.   Den ligger i prefekturen Nomós Kastoriás och regionen Västra Makedonien, i den norra delen av landet, 400 km nordväst om huvudstaden Aten. Makrochóri ligger 921 meter över havet och antalet invånare är 117.
Terrängen runt Makrochóri är huvudsakligen kuperad. Makrochóri ligger nere i en dal. Runt Makrochóri är det glesbefolkat, med 10 invånare per kvadratkilometer. Närmaste större samhälle är Florina, 17,2 km nordost om Makrochóri. Omgivningarna runt Makrochóri är en mosaik av jordbruksmark och naturlig växtlighet.